# Nicolae Bejenaru (istoric)
Nicolae Bejenaru (n. 28 noiembrie 1897, Bârlad - d. 13 mai 1970, Iași) a fost istoric medievist român, renumit pentru contribuțiile și activitatea sa științifică.

## Viața și activitatea
A început studiile primare la Bârlad, urmând mai apoi cursurile învățământului superior de la Iași, din 1921. Trei ani mai târziu își va obține doctoratul în istorie, între timp ocupând funcția de învățător, din 1914 până în 1916 și profesor de istorie în diferite licee. În cadrul Facultății de Istorie din Iași va deveni secretar și ulterior asistent al catedrei de istorie, dezvoltându-și constant pasiunea pentru acest domeniu. Ca medievist, a elaborat numeroase studii cu privire la istoria Moldovei în secolele XVI-XVII și a Țării Românești în secolul al XVII-lea, încercând să ofere perspective inedite de cercetare a subiectelor abordate.

## Opera
- Ștefan Tomșa II (1611-1616; 1621-1623) și rivalitatea turco-polonă pentru Moldova, Iași, 1926.[2]
- Constantin Șerban înainte de domnie, în Arhiva XXX1, 1924, 1.[3]
- Politica externă a lui Alexandru Lăpușneanu, Iași, 1935.[4]